# Saison 2009 des United Soccer Leagues
La saison 2009 est la 23e disputée par les United Soccer Leagues. Cet article traite principalement des deux premières divisions des United Soccer Leagues, représentant les deux niveaux de soccer masculin professionnel dont l'organisation est responsable.
| Portland Vancouver Montréal Rochester Austin Carolina Charleston Miami Cleveland Minnesota Harrisburg Wilmington Baltimore Maryland Richmond Pittsburgh Charlotte Pioneers |

| USL-1 - Austin Aztex FC - Carolina RailHawks - Charleston Battery - Cleveland City Stars - Miami FC - Minnesota Thunder - Impact de Montréal - Portland Timbers - Puerto Rico Islanders - Rochester Rhinos - Vancouver Whitecaps | USL-2 - Bermuda Hogges - Charlotte Eagles - Crystal Palace Baltimore - Harrisburg City Islanders - Pittsburgh Riverhounds - Real Maryland Monarchs - Richmond Kickers - Western Mass Pioneers - Wilmington Hammerheads |

## Synthèse
- En USL-1, les Cleveland City Stars sont promus depuis la USL-2 tandis que les Austin Aztex FC sont ajoutés comme franchise d'expansion. Les Atlanta Silverbacks sont quant à eux dans une année de hiatus. Enfin, les Seattle Sounders font le pas en Major League Soccer lors de la saison 2009.
- En PDL, neuf équipes se retirent de la compétition tandis que dix équipes d'expansion rentrent dans la ligue, amenant à un ensemble de 68 équipes réparties dans huit divisions à travers quatre conférences. Chaque équipe joue un total de seize rencontres en saison régulière.
- En W-League, six franchises se retirent de la compétition tandis que deux équipes d'expansion rentrent dans la ligue, amenant à un ensemble de 37 équipes.

| Compétition | Champion              | Finaliste                   | Vainqueur saison régulière/Meilleure équipe de USL |
| ----------- | --------------------- | --------------------------- | -------------------------------------------------- |
| USL-1       | Impact de Montréal    | Vancouver Whitecaps         | Portland Timbers                                   |
| USL-2       | Richmond Kickers      | Charlotte Eagles            | Wilmington Hammerheads                             |
| PDL         | Ventura County Fusion | Chicago Fire Premier        | Reading Rage                                       |
| US Open Cup | Seattle Sounders FC   | DC United                   | Rochester Rhinos                                   |
| W-League    | Pali Blues            | Washington Freedom Reserves | Hudson Valley Quickstrike Lady Blues               |

## Première division
Navigation
Édition précédente
Avec la promotion depuis la seconde division des USL des Cleveland City Stars et l'ajout d'une franchise à Austin, la ligue atteint le nombre de onze équipes, les Seattle Sounders étant admis en Major League Soccer pour la saison 2009. Les équipes présentes cette année sont consolidées sur les plans financier et sportif, particulièrement après que l'Impact de Montréal et les Puerto Rico Islanders aient atteint les quarts de finale de la Ligue des champions de la CONCACAF 2008-2009. Ces deux parcours ont amené les partisans des deux équipes è se rendre en nombre aux rencontres de la compétition continentale reine, Porto Rico remplissant son stade de 19 000 places alors que Montréal accueille plus de 55 000 spectateurs au Stade olympique, établissant un record d'affluence dans la compétition. De plus, de nombreux joueurs expérimentés viennent aussi renforcer les effectifs, qu'ils proviennent de MLS ou de l'étranger.
Au terme de la saison régulière, les Portland Timbers sont sacrés champions alors que les Carolina RailHawks, le Charleston Battery et les Puerto Rico Islanders terminent proches de la première place. Après deux titres en 1994 et 2004, l'Impact de Montréal remporte son troisième trophée national en s'imposant contre le rival canadien des Vancouver Whitecaps au terme des séries éliminatoires de fin de saison. L'année est aussi marquée par le brillant parcours des Portland Timbers qui connaissent une série de 24 rencontres sans défaite, leur permettant de remporter la Commissioner's Cup, trophée remis au vainqueur de la saison régulière.
La USL-1 commence sa saison le 11 avril quand les finalistes de la dernière Lamar Hunt US Open Cup, le Charleston Battery, obtiennent un point sur le terrain des Vancouver Whitecaps. La saison se termine le 20 septembre avec le Battery qui défait le Minnesota Thunder. Un des changements majeurs de la saison est l'évolution du format pour la finale des séries éliminatoires, celle-ci se jouant en format aller-retour comme les tours précédents alors qu'elle se jouait sur une seule rencontre auparavant. Les séries démarrent le 24 septembre avant de s'achever le 17 octobre par la victoire de l'Impact de Montréal sur les Vancouver Whitecaps par un score cumulé de 6-3.

### Clubs participants
| Équipe                | Ville          | Stade                       | Fondation | Entraîneur        |
| --------------------- | -------------- | --------------------------- | --------- | ----------------- |
| Austin Aztex          | Austin, TX     | House Park                  | 2008      | Adrian Heath      |
| Carolina RailHawks    | Cary, NC       | WakeMed Soccer Park         | 2006      | Martin Rennie     |
| Charleston Battery    | Charleston, SC | Blackbaud Stadium           | 1993      | Michael Anhaeuser |
| Cleveland City Stars  | Bedford, OH    | Middlefield Cheese Stadium  | 2006      | Rod Underwood     |
| Miami FC              | Miami, FL      | Lockhart Stadium            | 2006      | Zinho             |
| Minnesota Thunder     | Blaine, MN     | National Sports Center      | 1990      | Don Gramenz       |
| Impact de Montréal    | Montréal, QC   | Stade Saputo                | 1992      | John Limniatis    |
| Portland Timbers      | Portland, OR   | PGE Park                    | 2001      | Gavin Wilkinson   |
| Puerto Rico Islanders | Bayamón, PR    | Juan Ramón Loubriel Stadium | 2003      | Colin Clarke      |
| Rochester Rhinos      | Rochester, NY  | Rochester Rhinos Stadium    | 1996      | Darren Tilley     |
| Vancouver Whitecaps   | Burnaby, BC    | Swangard Stadium            | 1986      | Teitur Thordarson |

### Saison régulière

#### Classement
Dans le cas d'une égalité de points au classement, c'est le bilan des trois confrontations entre les deux équipes à égalité qui fait office de facteur déterminant comme c'est le cas cette saison avec les Puerto Rico Islanders et le Charleston Battery.
| 1  | Portland Timbers      | 58 | 30 | 16 | 10 | 4  | 45 | 19 | +26 |  |            |
| 2  | Carolina RailHawks    | 55 | 30 | 16 | 7  | 7  | 43 | 19 | +24 |  |            |
| 3  | Puerto Rico Islanders | 53 | 30 | 15 | 8  | 7  | 44 | 31 | +13 |  | PUE: 6 pts |
| 4  | Charleston Battery    | 53 | 30 | 14 | 10 | 6  | 33 | 21 | +12 |  | CHA: 3 pts |
| 5  | Impact de Montréal    | 44 | 30 | 12 | 8  | 10 | 32 | 31 | +1  |  |            |
| 6  | Rochester Rhinos      | 43 | 30 | 11 | 9  | 10 | 34 | 32 | +2  |  |            |
| 7  | Vancouver Whitecaps   | 42 | 30 | 11 | 9  | 10 | 42 | 36 | +6  |  |            |
| 8  | Minnesota Thunder     | 31 | 30 | 7  | 10 | 13 | 39 | 44 | -5  |  |            |
| 9  | Miami FC              | 29 | 30 | 8  | 5  | 17 | 26 | 52 | -26 |  |            |
| 10 | Austin Aztex FC -2    | 21 | 30 | 5  | 8  | 17 | 28 | 51 | -23 |  |            |
| 11 | Cleveland City Stars  | 19 | 30 | 4  | 7  | 19 | 22 | 52 | -30 |  |            |

- Franchise directement qualifiée pour les demi-finales séries éliminatoires
- Franchise qualifiée pour les séries éliminatoires

#### Résultats
| Résultats (▼dom., ►ext.)                                   | AUS | CAR | CHA | CLE | MIA | MIN | MTL | POR | PUE | ROC | VAN | AUS | CAR | CHA | CLE | MIA | MIN | MTL | POR | PUE | ROC | VAN |
| Austin Aztex                                               |     | 0-1 | 0-2 | 3-0 | 1-0 | 1-1 | 2-2 | 1-2 | 1-1 | 0-2 | 1-1 |     | 1-1 | 1-1 |     |     | 2-2 |     | 0-1 | 3-1 |     |     |
| Carolina Railhawks                                         | 3-0 |     | 1-2 | 1-0 | 4-0 | 2-1 | 2-0 | 0-0 | 1-2 | 1-0 | 2-1 |     |     |     | 2-0 | 9-0 | 1-0 |     |     | 2-1 |     | 1-1 |
| Charleston Battery                                         | 1-0 | 0-1 |     | 2-0 | 1-0 | 1-1 | 0-0 | 1-1 | 1-0 | 2-0 | 1-1 |     | 2-1 |     | 4-1 | 2-1 | 1-3 |     | 0-0 |     |     |     |
| Cleveland City Stars                                       | 2-2 | 0-3 | 0-0 |     | 1-2 | 1-0 | 1-2 | 0-0 | 0-0 | 0-3 | 2-2 | 0-1 |     |     |     | 0-1 |     | 1-2 |     |     | 3-0 | 0-0 |
| Miami FC                                                   | 2-0 | 0-2 | 0-1 | 3-1 |     | 0-1 | 2-1 | 1-1 | 0-0 | 1-2 | 2-1 | 3-1 |     |     |     |     |     | 1-1 | 0-3 | 3-1 | 1-2 |     |
| Minnesota Thunder                                          | 1-0 | 2-0 | 2-3 | 1-0 | 0-0 |     | 3-0 | 1-1 | 1-0 | 1-2 | 3-2 |     |     |     | 3-0 | 1-2 |     |     | 1-1 | 5-2 |     | 1-1 |
| Impact de Montréal                                         | 4-0 | 1-1 | 0-0 | 4-1 | 1-0 | 1-0 |     | 0-1 | 0-1 | 1-2 | 2-1 | 2-0 | 1-0 | 0-1 |     |     | 1-1 |     |     |     |     | 1-0 |
| Portland Timbers                                           | 1-2 | 0-0 | 3-1 | 0-1 | 3-1 | 5-1 | 1-0 |     | 0-0 | 2-1 | 2-0 |     | 2-0 |     | 2-1 |     |     | 4-0 |     |     | 1-2 | 1-0 |
| Puerto Rico Islanders                                      | 4-1 | 2-0 | 1-0 | 2-1 | 4-0 | 3-1 | 3-2 | 1-1 |     | 0-0 | 2-1 |     |     | 1-0 | 2-2 |     |     | 1-0 | 1-2 |     | 2-0 |     |
| Rochester Rhinos                                           | 4-1 | 0-1 | 1-1 | 4-1 | 0-0 | 0-0 | 0-1 | 1-4 | 0-0 |     | 1-3 | 1-0 | 0-0 | 0-0 |     |     | 3-3 | 0-0 |     |     |     |     |
| Vancouver Whitecaps                                        | 3-2 | 0-0 | 0-0 | 2-1 | 3-2 | 4-0 | 1-2 | 1-0 | 1-0 | 1-2 |     | 2-1 | 1-2 |     |     | 2-0 |     |     |     | 4-3 | 1-1 |     |
| - Victoire à domicile - Match nul - Victoire à l'extérieur |     |     |     |     |     |     |     |     |     |     |     |     |     |     |     |     |     |     |     |     |     |     |

### Séries éliminatoires

#### Tableau
|  | Quarts de finale          | Quarts de finale          | Quarts de finale        | Quarts de finale        |                           |                           | Demi-finales | Demi-finales | Demi-finales | Demi-finales |  |  | Finale | Finale | Finale | Finale |
|  |                           |                           |                         |                         |                           |                           |              |              |              |              |  |  |        |        |        |        |
|  |                           |                           |                         |                         |                           |                           |              |              |              |              |  |  |        |        |        |        |
|  |                           |                           |                         |                         |                           |                           |              |              |              |              |  |  |        |        |        |        |
|  | (3) Puerto Rico Islanders | (3) Puerto Rico Islanders | 1                       | 4                       |                           |                           |              |              |              |              |  |  |        |        |        |        |
|  | (3) Puerto Rico Islanders | (3) Puerto Rico Islanders | 1                       | 4                       |                           |                           |              |              |              |              |  |  |        |        |        |        |
|  | (6) Rochester Rhinos      | (6) Rochester Rhinos      | 2                       | 1                       |                           |                           |              |              |              |              |  |  |        |        |        |        |
|  | (6) Rochester Rhinos      | (6) Rochester Rhinos      | 2                       | 1                       | (3) Puerto Rico Islanders | (3) Puerto Rico Islanders | 1            | 1            |              |              |  |  |        |        |        |        |
|  |                           |                           |                         |                         | (3) Puerto Rico Islanders | (3) Puerto Rico Islanders | 1            | 1            |              |              |  |  |        |        |        |        |
|  |                           |                           | (5) Impact de Montréal  | (5) Impact de Montréal  | 2                         | 2                         |              |              |              |              |  |  |        |        |        |        |
|  | (4) Charleston Battery    | (4) Charleston Battery    | (5) Impact de Montréal  | (5) Impact de Montréal  | 2                         | 2                         | 0            | 1            |              |              |  |  |        |        |        |        |
|  | (4) Charleston Battery    | (4) Charleston Battery    |                         |                         |                           |                           |              | 1            |              |              |  |  |        |        |        |        |
|  | (5) Impact de Montréal    | (5) Impact de Montréal    | 2                       | 2                       |                           |                           |              |              |              |              |  |  |        |        |        |        |
|  | (5) Impact de Montréal    | (5) Impact de Montréal    | 2                       | 2                       | (5) Impact de Montréal    | (5) Impact de Montréal    | 3            | 3            |              |              |  |  |        |        |        |        |
|  |                           |                           |                         |                         | (5) Impact de Montréal    | (5) Impact de Montréal    | 3            | 3            |              |              |  |  |        |        |        |        |
|  |                           |                           | (7) Vancouver Whitecaps | (7) Vancouver Whitecaps | 2                         | 1                         |              |              |              |              |  |  |        |        |        |        |
|  | (2) Carolina RailHawks    | (2) Carolina RailHawks    | (7) Vancouver Whitecaps | (7) Vancouver Whitecaps | 2                         | 1                         | 0            | 0            |              |              |  |  |        |        |        |        |
|  | (2) Carolina RailHawks    | (2) Carolina RailHawks    |                         |                         |                           |                           |              |              |              |              |  |  |        |        |        |        |
|  | (7) Vancouver Whitecaps   | (7) Vancouver Whitecaps   | 1                       | 0                       |                           |                           |              |              |              |              |  |  |        |        |        |        |
|  | (7) Vancouver Whitecaps   | (7) Vancouver Whitecaps   | 1                       | 0                       | (1) Portland Timbers      | (1) Portland Timbers      | 1            | 3            |              |              |  |  |        |        |        |        |
|  |                           |                           |                         |                         | (1) Portland Timbers      | (1) Portland Timbers      | 1            | 3            |              |              |  |  |        |        |        |        |
|  |                           |                           | (7) Vancouver Whitecaps | (7) Vancouver Whitecaps | 2                         | 3                         |              |              |              |              |  |  |        |        |        |        |
|  |                           |                           |                         |                         | 2                         | 3                         |              |              |              |              |  |  |        |        |        |        |
|  |                           |                           |                         |                         |                           |                           |              |              |              |              |  |  |        |        |        |        |
|  |                           |                           |                         |                         |                           |                           |              |              |              |              |  |  |        |        |        |        |
|  |                           |                           |                         |                         |                           |                           |              |              |              |              |  |  |        |        |        |        |
|  |                           |                           |                         |                         |                           |                           |              |              |              |              |  |  |        |        |        |        |

#### Résultats

##### Quarts de finale
Aller
| 24 septembre 2009 | Rochester Rhinos     | 2 – 1 | Puerto Rico Islanders    |                                                                  |                                                                  |
| 19:05 UTC-5       | Bertz 64e · Ball 71e |       | 7e Arrieta · 72e Addlery | Marina Auto Stadium, Rochester, New York Arbitrage : Chris Penso | Marina Auto Stadium, Rochester, New York Arbitrage : Chris Penso |
| 19:05 UTC-5       | Rapport              |       |                          | Marina Auto Stadium, Rochester, New York Arbitrage : Chris Penso | Marina Auto Stadium, Rochester, New York Arbitrage : Chris Penso |

| 24 septembre 2009 | Impact de Montréal         | 2 – 0 | Charleston Battery |                                                                             |                                                                             |
| 19:45 UTC-5       | Testo 10e · Placentino 88e |       | 45e Bobo           | Stade Saputo, Montréal, Québec Spectateurs : 11 282 Arbitrage : Dave Gantar | Stade Saputo, Montréal, Québec Spectateurs : 11 282 Arbitrage : Dave Gantar |
| 19:45 UTC-5       | Rapport                    |       |                    | Stade Saputo, Montréal, Québec Spectateurs : 11 282 Arbitrage : Dave Gantar | Stade Saputo, Montréal, Québec Spectateurs : 11 282 Arbitrage : Dave Gantar |

| 24 septembre 2009 | Vancouver Whitecaps | 1 – 0 | Carolina RailHawks |                                                                                                 |                                                                                                 |
| 19:30 UTC-8       | Edwini-Bonsu 77e    |       |                    | Swangard Stadium, Burnaby, Colombie-Britannique Spectateurs : 5 135 Arbitrage : Fabrizio Romano | Swangard Stadium, Burnaby, Colombie-Britannique Spectateurs : 5 135 Arbitrage : Fabrizio Romano |
| 19:30 UTC-8       | Rapport             |       |                    | Swangard Stadium, Burnaby, Colombie-Britannique Spectateurs : 5 135 Arbitrage : Fabrizio Romano | Swangard Stadium, Burnaby, Colombie-Britannique Spectateurs : 5 135 Arbitrage : Fabrizio Romano |

Retour
| 27 septembre 2009 | Carolina RailHawks | 0 – 0 | Vancouver Whitecaps |                                                                                          |                                                                                          |
| 17:00 UTC-5       |                    |       |                     | WakeMed Soccer Park, Cary, Caroline du Nord Spectateurs : 2 471 Arbitrage : Niko Bratsis | WakeMed Soccer Park, Cary, Caroline du Nord Spectateurs : 2 471 Arbitrage : Niko Bratsis |
| 17:00 UTC-5       | Rapport            |       |                     | WakeMed Soccer Park, Cary, Caroline du Nord Spectateurs : 2 471 Arbitrage : Niko Bratsis | WakeMed Soccer Park, Cary, Caroline du Nord Spectateurs : 2 471 Arbitrage : Niko Bratsis |

| 27 septembre 2009 | Puerto Rico Islanders          | 4 – 1 | Rochester Rhinos       |                                                                                              |                                                                                              |
| 19:30 UTC-4       | Noël 12e 80e · Addlery 40e 90e |       | 29e Sancho · 82e Nunes | Juan Ramón Loubriel Stadium, Bayamón, Porto Rico Spectateurs : 4 232 Arbitrage : Jose Rivero | Juan Ramón Loubriel Stadium, Bayamón, Porto Rico Spectateurs : 4 232 Arbitrage : Jose Rivero |
| 19:30 UTC-4       | Rapport                        |       |                        | Juan Ramón Loubriel Stadium, Bayamón, Porto Rico Spectateurs : 4 232 Arbitrage : Jose Rivero | Juan Ramón Loubriel Stadium, Bayamón, Porto Rico Spectateurs : 4 232 Arbitrage : Jose Rivero |

| 27 septembre 2009 | Charleston Battery | 1 – 2 | Impact de Montréal            |                                                                                              |                                                                                              |
| 19:00 UTC-5       | Fuller 16e         |       | 23e Pizzolito · 74e Donatelli | Blackbaud Stadium, Charleston, Caroline du Sud Spectateurs : 2 311 Arbitrage : Mark Kadlecik | Blackbaud Stadium, Charleston, Caroline du Sud Spectateurs : 2 311 Arbitrage : Mark Kadlecik |
| 19:00 UTC-5       | Rapport            |       |                               | Blackbaud Stadium, Charleston, Caroline du Sud Spectateurs : 2 311 Arbitrage : Mark Kadlecik | Blackbaud Stadium, Charleston, Caroline du Sud Spectateurs : 2 311 Arbitrage : Mark Kadlecik |

##### Demi-finales
Aller
| 1er octobre 2009 | Impact de Montréal       | 2 – 1 | Puerto Rico Islanders |                                                                                   |                                                                                   |
| 19:30 UTC-5      | Donatelli 8e · Brown 20e |       | 31e Steele            | Stade Saputo, Montréal, Québec Spectateurs : 9 835 Arbitrage : Carol Anne Chenard | Stade Saputo, Montréal, Québec Spectateurs : 9 835 Arbitrage : Carol Anne Chenard |
| 19:30 UTC-5      | Rapport                  |       |                       | Stade Saputo, Montréal, Québec Spectateurs : 9 835 Arbitrage : Carol Anne Chenard | Stade Saputo, Montréal, Québec Spectateurs : 9 835 Arbitrage : Carol Anne Chenard |

| 1er octobre 2009 | Vancouver Whitecaps              | 2 – 1 | Portland Timbers |                                                                                              |                                                                                              |
| 19:30 UTC-8      | Gbeke 25e · Reda 45e · Haber 49e |       | 44e Pore         | Swangard Stadium, Burnaby, Colombie-Britannique Spectateurs : 4 516 Arbitrage : Geoff Gamble | Swangard Stadium, Burnaby, Colombie-Britannique Spectateurs : 4 516 Arbitrage : Geoff Gamble |
| 19:30 UTC-8      | Rapport                          |       |                  | Swangard Stadium, Burnaby, Colombie-Britannique Spectateurs : 4 516 Arbitrage : Geoff Gamble | Swangard Stadium, Burnaby, Colombie-Britannique Spectateurs : 4 516 Arbitrage : Geoff Gamble |

Retour
| 4 octobre 2009 | Puerto Rico Islanders | 1 – 2 | Impact de Montréal      |                                                                                              |                                                                                              |
| 16:00 UTC-4    | Hansen 86e (pen.)     |       | 2e Byers · 90e Sebrango | Juan Ramón Loubriel Stadium, Bayamón, Porto Rico Spectateurs : 5 101 Arbitrage : Oscar Ortiz | Juan Ramón Loubriel Stadium, Bayamón, Porto Rico Spectateurs : 5 101 Arbitrage : Oscar Ortiz |
| 16:00 UTC-4    | Rapport               |       |                         | Juan Ramón Loubriel Stadium, Bayamón, Porto Rico Spectateurs : 5 101 Arbitrage : Oscar Ortiz | Juan Ramón Loubriel Stadium, Bayamón, Porto Rico Spectateurs : 5 101 Arbitrage : Oscar Ortiz |

| 4 octobre 2009 | Portland Timbers          | 3 – 3 | Vancouver Whitecaps             |                                                                             |                                                                             |
| 16:00 UTC-8    | Farber 10e 43e · Nimo 83e |       | 4e Haber · 60e Nash · 71e James | PGE Park, Portland, Oregon Spectateurs : 14 283 Arbitrage : Hilario Grajeda | PGE Park, Portland, Oregon Spectateurs : 14 283 Arbitrage : Hilario Grajeda |
| 16:00 UTC-8    | Rapport                   |       |                                 | PGE Park, Portland, Oregon Spectateurs : 14 283 Arbitrage : Hilario Grajeda | PGE Park, Portland, Oregon Spectateurs : 14 283 Arbitrage : Hilario Grajeda |

##### Finale
Aller
| 10 octobre 2009 | Vancouver Whitecaps              | 2 – 3 | Impact de Montréal                         | Swangard Stadium, Burnaby, Colombie-Britannique    |                                                    |
| 19:30 UTC-8     | Nash 51e · Haber 56e · James 65e |       | 45e (csc) Pejic · 63e Byers · 89e Sebrango | Spectateurs : 5 886 Arbitrage : Carol Anne Chenard | Spectateurs : 5 886 Arbitrage : Carol Anne Chenard |
| 19:30 UTC-8     | Rapport                          |       |                                            | Spectateurs : 5 886 Arbitrage : Carol Anne Chenard | Spectateurs : 5 886 Arbitrage : Carol Anne Chenard |

Retour
| 17 octobre 2009 | Impact de Montréal                              | 3 – 1 | Vancouver Whitecaps   | Stade Saputo, Montréal, Québec               |                                              |
| 14:30 UTC-5     | Donatelli 30e (pen.) · Gjertsen 40e · Brown 42e |       | 29e Pejic · 44e Toure | Spectateurs : 13 034 Arbitrage : Dave Gantar | Spectateurs : 13 034 Arbitrage : Dave Gantar |
| 14:30 UTC-5     | Rapport                                         |       |                       | Spectateurs : 13 034 Arbitrage : Dave Gantar | Spectateurs : 13 034 Arbitrage : Dave Gantar |

| Vainqueur de la USL First Division Impact de Montréal |

### Récompenses et distinctions
En fin de saison, des distinctions individuelles sont remises à certains joueurs et une équipe-type de la ligue est composée.

#### Récompenses individuelles
- Most Valuable Player (MVP) : Johnny Menyongar (Rochester Rhinos)
- Meilleur buteur : Charles Gbeke (Vancouver Whitecaps)
- Gardien de l'année : Steve Cronin (Portland Timbers)
- Entraîneur de l'année : Gavin Wilkinson (Portland Timbers)

#### Équipe-type
- Gardien : Steve Cronin (POR)
- Défenseurs : Nelson Akwari (CHA), Cristian Arrieta (PR), Matt Bobo (CHA), David Hayes (POR)
- Milieux de terrain : Daniel Paladini (CAR), Ryan Pore (POR), Ricardo Sánchez (MIN)
- Attaquants : Charles Gbeke (VAN), Mandjou Keita (POR), Johnny Menyongar (ROC)

## Seconde division
Navigation
Édition précédente Édition suivante
Après la saison 2008, les Cleveland City Stars sont promus en première division des USL, la ligue se poursuit donc avec dix équipes. En fin de saison, les Wilmington Hammerheads et les Richmond Kickers s'affrontent dans une course serrée au titre pour la saison régulière et c'est finalement l'équipe de Wilmington qui l'emporte après une égalité aux points selon les règles pour se départager.
Lors des séries éliminatoires, Charlotte défait Real Maryland pour accéder au carré final avant d'obtenir sa place en finale contre Wilmington tandis que Richmond se qualifie également aux dépens de Harrisburg. La finale du championnat couronne Richmond pour une deuxième fois après l'édition 2006. En 2010, la situation se complique pour la ligue puisque deux équipes sont relégués en Premier Development League (Bermuda Hogges et Western Mass Pioneers), une suspend ses activités pour l'année (Wilmington Hammerheads) et une (Crystal Palace Baltimore) rejoint la USSF Division 2 Professional League alors qu'une seule équipe (Charleston Battery) ne rejoint la USL-2.
La USL-2 commence sa saison le 17 avril lorsque les Pittsburgh Riverhounds et Crystal Palace Baltimore se quittent sur un score nul et vierge. La saison régulière se termine le 15 août avant que les Richmond Kickers ne remportent le titre à la fin des séries éliminatoires par un score de 3-1 contre les Charlotte Eagles le 29 août.

### Clubs participants
| Équipe                    | Ville              | Stade                       | Fondation | Entraîneur       |
| ------------------------- | ------------------ | --------------------------- | --------- | ---------------- |
| Bermuda Hogges            | Hamilton, Bermudes | Bermuda National Stadium    | 2006      | Kyle Lightbourne |
| Charlotte Eagles          | Charlotte, NC      | Restart Field               | 1991      | Mark Steffens    |
| Crystal Palace Baltimore  | Baltimore, MD      | UMBC Stadium                | 2006      | Jim Cherneski    |
| Harrisburg City Islanders | Harrisburg, PA     | Skyline Sports Complex      | 2003      | Bill Becher      |
| Pittsburgh Riverhounds    | Pittsburgh, PA     | Chartiers Valley HS Stadium | 1998      | Gene Klein       |
| Real Maryland Monarchs    | Rockville, MD      | Roy Lester Stadium          | 2007      | Anthony Hudson   |
| Richmond Kickers          | Richmond, VA       | City Stadium                | 1993      | Leigh Cowlishaw  |
| Western Mass Pioneers     | Ludlow, MA         | Lusitano Stadium            | 1998      | Leszek Wrona     |
| Wilmington Hammerheads    | Wilmington, NC     | Legion Stadium              | 1996      | David Irving     |

### Saison régulière

#### Classement
| Rang | Équipe                    | Pts | J  | G  | N | P  | Bp | Bc | Diff |
| ---- | ------------------------- | --- | -- | -- | - | -- | -- | -- | ---- |
| 1    | Wilmington Hammerheads    | 39  | 20 | 12 | 3 | 5  | 42 | 24 | +18  |
| 2    | Richmond Kickers          | 39  | 20 | 11 | 6 | 3  | 39 | 18 | +21  |
| 3    | Harrisburg City Islanders | 31  | 20 | 9  | 4 | 7  | 31 | 23 | +8   |
| 4    | Charlotte Eagles          | 31  | 20 | 8  | 7 | 5  | 40 | 28 | +12  |
| 5    | Real Maryland Monarchs    | 26  | 20 | 8  | 2 | 10 | 22 | 31 | -9   |
| 6    | Crystal Palace Baltimore  | 23  | 20 | 6  | 5 | 9  | 16 | 20 | -4   |
| 7    | Western Mass Pioneers     | 23  | 20 | 6  | 5 | 9  | 21 | 34 | -13  |
| 8    | Pittsburgh Riverhounds    | 22  | 20 | 6  | 4 | 10 | 18 | 27 | -9   |
| 9    | Bermuda Hogges            | 16  | 20 | 4  | 4 | 12 | 19 | 43 | -24  |

- Franchise directement qualifiée pour les demi-finales séries éliminatoires
- Franchise qualifiée pour les séries éliminatoires

#### Résultats
| Résultats (▼dom., ►ext.)                                   | BMU | CHA | CPB | HAR | PIT | RMM | RIC | WMA | WIL | BMU | CHA | CPB | HAR | PIT | RMM | RIC | WMA | WIL |
| Bermuda Hogges                                             |     | 1-1 | 1-2 | 2-1 | 1-2 | 1-0 | 1-0 | 2-2 | 0-0 |     |     |     |     | 1-0 |     |     |     | 0-1 |
| Charlotte Esgles                                           | 6-0 |     | 0-2 | 0-0 | 5-1 | 1-1 | 2-2 | 5-0 | 2-2 |     |     |     |     |     |     |     | 3-0 | 3-6 |
| Crystal Palace Baltimore                                   | 2-0 | 1-2 |     | 2-0 | 0-0 | 0-1 | 1-2 | 1-0 | 2-1 |     | 0-0 |     |     |     | 0-1 |     |     |     |
| Harrisburg City Islanders                                  | 3-0 | 3-0 | 3-1 |     | 3-0 | 4-0 | 1-2 | 3-1 | 1-2 |     |     | 0-0 |     | 1-0 |     |     |     |     |
| Pittsburgh Riverhounds                                     | 1-0 | 1-3 | 1-0 | 0-1 |     | 2-1 | 0-2 | 1-1 | 0-2 |     |     |     |     |     |     | 1-2 | 3-0 |     |
| Real Maryland Monarchs                                     | 3-2 | 0-3 | 2-0 | 2-3 | 2-1 |     | 1-0 | 3-0 | 0-3 | 4-3 |     |     | 0-0 |     |     |     |     |     |
| Richmond Kickers                                           | 7-2 | 1-1 | 1-1 | 2-2 | 1-1 | 1-0 |     | 2-0 | 2-2 |     | 3-0 |     | 5-0 |     |     |     |     |     |
| Western Mass Pioneers                                      | 5-0 | 2-0 | 0-0 | 2-1 | 0-0 | 2-0 | 0-2 |     | 2-1 | 2-2 |     | 2-1 |     |     |     |     |     |     |
| Wilmington Hammerheads                                     | 1-0 | 2-3 | 3-0 | 3-2 | 1-3 | 3-1 | 3-2 | 4-0 |     |     |     |     |     |     | 2-0 | 0-1 |     |     |
| - Victoire à domicile - Match nul - Victoire à l'extérieur |     |     |     |     |     |     |     |     |     |     |     |     |     |     |     |     |     |     |

### Séries éliminatoires

#### Tableau
|  | Quart de finale            | Quart de finale            | Quart de finale               | Quart de finale               |   |   | Demi-finales | Demi-finales | Demi-finales | Demi-finales |  |  | Finale | Finale | Finale | Finale |
|  |                            |                            |                               |                               |   |   |              |              |              |              |  |  |        |        |        |        |
|  |                            |                            |                               |                               |   |   |              |              |              |              |  |  |        |        |        |        |
|  |                            |                            |                               |                               |   |   |              |              |              |              |  |  |        |        |        |        |
|  |                            |                            |                               |                               |   |   |              |              |              |              |  |  |        |        |        |        |
|  |                            |                            |                               |                               |   |   |              |              |              |              |  |  |        |        |        |        |
|  |                            |                            |                               |                               |   |   |              |              |              |              |  |  |        |        |        |        |
|  | (2) Richmond Kickers       | (2) Richmond Kickers       | 1 a. p.                       | 1 a. p.                       |   |   |              |              |              |              |  |  |        |        |        |        |
|  | (2) Richmond Kickers       | (2) Richmond Kickers       | 1 a. p.                       | 1 a. p.                       |   |   |              |              |              |              |  |  |        |        |        |        |
|  |                            |                            | (3) Harrisburg City Islanders | (3) Harrisburg City Islanders | 0 | 0 |              |              |              |              |  |  |        |        |        |        |
|  |                            |                            |                               |                               | 0 | 0 |              |              |              |              |  |  |        |        |        |        |
|  |                            |                            |                               |                               |   |   |              |              |              |              |  |  |        |        |        |        |
|  |                            |                            |                               |                               |   |   |              |              |              |              |  |  |        |        |        |        |
|  | (2) Richmond Kickers       | (2) Richmond Kickers       | 3                             | 3                             |   |   |              |              |              |              |  |  |        |        |        |        |
|  | (2) Richmond Kickers       | (2) Richmond Kickers       | 3                             | 3                             |   |   |              |              |              |              |  |  |        |        |        |        |
|  |                            |                            | (4) Charlotte Eagles          | (4) Charlotte Eagles          | 1 | 1 |              |              |              |              |  |  |        |        |        |        |
|  |                            |                            |                               |                               | 1 | 1 |              |              |              |              |  |  |        |        |        |        |
|  |                            |                            |                               |                               |   |   |              |              |              |              |  |  |        |        |        |        |
|  |                            |                            |                               |                               |   |   |              |              |              |              |  |  |        |        |        |        |
|  | (1) Wilmington Hammerheads | (1) Wilmington Hammerheads | 0                             | 0                             |   |   |              |              |              |              |  |  |        |        |        |        |
|  | (1) Wilmington Hammerheads | (1) Wilmington Hammerheads | 0                             | 0                             |   |   |              |              |              |              |  |  |        |        |        |        |
|  |                            |                            | (4) Charlotte Eagles          | (4) Charlotte Eagles          | 1 | 1 |              |              |              |              |  |  |        |        |        |        |
|  | (4) Charlotte Eagles       | (4) Charlotte Eagles       | (4) Charlotte Eagles          | (4) Charlotte Eagles          | 1 | 1 | 3            | 3            |              |              |  |  |        |        |        |        |
|  | (4) Charlotte Eagles       | (4) Charlotte Eagles       |                               |                               |   |   |              | 3            |              |              |  |  |        |        |        |        |
|  | (5) Real Maryland Monarchs | (5) Real Maryland Monarchs | 1                             | 1                             |   |   |              |              |              |              |  |  |        |        |        |        |
|  | (5) Real Maryland Monarchs | (5) Real Maryland Monarchs | 1                             | 1                             |   |   |              |              |              |              |  |  |        |        |        |        |
|  |                            |                            |                               |                               |   |   |              |              |              |              |  |  |        |        |        |        |

#### Résultats

##### Quart de finale
| 19 août 2009 | Charlotte Eagles                               | 3 – 1 | Real Maryland Monarchs         |                                                                                        |                                                                                        |
|              | Herrera 4e (pen.) · Swinehart 16e · Bentos 90e |       | 90e 83e Brooks · 90e Funicello | Restart Field, Charlotte, Caroline du Nord Spectateurs : 760 Arbitrage : Mark Kadlecik | Restart Field, Charlotte, Caroline du Nord Spectateurs : 760 Arbitrage : Mark Kadlecik |
|              | Rapport                                        |       |                                | Restart Field, Charlotte, Caroline du Nord Spectateurs : 760 Arbitrage : Mark Kadlecik | Restart Field, Charlotte, Caroline du Nord Spectateurs : 760 Arbitrage : Mark Kadlecik |

##### Demi-finales
| 22 août 2009 | Richmond Kickers | 1 – 0 a. p. | Harrisburg City Islanders |                                                                               |                                                                               |
| 19:00 UTC-5  | Delicâte 120e    |             |                           | City Stadium, Richmond, Virginie Spectateurs : 1 923 Arbitrage : Mike Andrews | City Stadium, Richmond, Virginie Spectateurs : 1 923 Arbitrage : Mike Andrews |
| 19:00 UTC-5  | Rapport          |             |                           | City Stadium, Richmond, Virginie Spectateurs : 1 923 Arbitrage : Mike Andrews | City Stadium, Richmond, Virginie Spectateurs : 1 923 Arbitrage : Mike Andrews |

| 22 août 2009 | Wilmington Hammerheads | 0 – 1 | Charlotte Eagles |                                                                                             |                                                                                             |
| 19:00 UTC-5  |                        |       | 85e Bentos       | Legion Stadium, Wilmington, Caroline du Nord Spectateurs : 2 783 Arbitrage : Dan Fitzgerald | Legion Stadium, Wilmington, Caroline du Nord Spectateurs : 2 783 Arbitrage : Dan Fitzgerald |
| 19:00 UTC-5  | Rapport                |       |                  | Legion Stadium, Wilmington, Caroline du Nord Spectateurs : 2 783 Arbitrage : Dan Fitzgerald | Legion Stadium, Wilmington, Caroline du Nord Spectateurs : 2 783 Arbitrage : Dan Fitzgerald |

##### Finale
| 29 août 2009 | Richmond Kickers                               | 3 – 1 | Charlotte Eagles | City Stadium, Richmond, Richmond           |                                            |
| 20:00 UTC-5  | Elcock 63e · DiRaimondo 83e · Bulow 86e (pen.) |       | 14e Martins      | Spectateurs : 2 991 Arbitrage : Tony Russo | Spectateurs : 2 991 Arbitrage : Tony Russo |
| 20:00 UTC-5  | Rapport                                        |       |                  | Spectateurs : 2 991 Arbitrage : Tony Russo | Spectateurs : 2 991 Arbitrage : Tony Russo |

| Vainqueur de la USL Second Division Richmond Kickers |

### Récompenses et distinctions
En fin de saison, des distinctions individuelles sont remises à certains joueurs et une équipe-type de la ligue est composée.

#### Récompenses individuelles
- Most Valuable Player (MVP) : Jamie Watson (Wilmington Hammerheads)
- Meilleur buteur : Matthew Delicâte (Richmond Kickers)
- Défenseur de l'année : Yomby William (Richmond Kickers)
- Gardien de l'année : Ronnie Pascale (Richmond Kickers)
- Recrue de l'année : Ty Shipalane (HAR)
- Entraîneur de l'année : David Irving (Wilmington Hammerheads)

#### Équipe-type
- Gardien : Ronnie Pascale (RIC)
- Défenseurs : Dustin Bixler (HAR), Jonathan Borrajo (RMM), Shintaro Harada (CPB), Yomby William (RIC)
- Milieux de terrain : Ty Shipalane (HAR), Kenny Bundy (WIL), Michael Burke (RIC), Jorge Herrera (CHA)
- Attaquants : Matthew Delicâte (RIC), Jamie Watson (WIL)